# Kawahara Tadaaki
Tadaaki Kawahara (sinh ngày 23 tháng 6 năm 1968) là một cầu thủ bóng đá người Nhật Bản.

## Sự nghiệp câu lạc bộ
Tadaaki Kawahara đã từng chơi cho Yokohama Flügels, Fukuoka Blux và Fukushima FC.